# Prostitution i Ungern
Prostitution i Ungern har varit legaliserad och reglerad av staten sedan 1999. Enligt lagen är de prostituerade arbetare som säljer sexuella tjänster för pengar. Regeringen accepterar verksamheten så länge som skatter betalas in.
Ungerns liberala lagar angående sexarbete har också inneburit att man har en stor produktion av pornografisk film.